# Mikroregion Svitavsko
Mikroregion Svitavsko je dobrovolný svazek obcí v okresu Svitavy, jeho sídlem je Svitavy a jeho cílem je realizace strategického plánu trvale udržitelného rozvoje regionu svazku obcí a dalších aktivit v˙oblasti ekonomického rozvoje, rozvoje venkova, kvality života, ochrany životního prostředí, rozvoje cestovního ruchu, propagace regionu a vytváření příznivých vnitřních a vnějších vztahů schválených orgány svazku obcí. Svazek obcí může vyvíjet vlastní hospodářskou činnost. Sdružuje celkem 16 obcí a byl založen v roce 2000.

## Obce sdružené v mikroregionu
- Březová nad Svitavou
- Dětřichov
- Hradec nad Svitavou
- Javorník
- Kamenná Horka
- Karle
- Koclířov
- Kukle
- Mikuleč
- Opatov
- Opatovec
- Pohledy
- Radiměř
- Sklené
- Svitavy
- Vendolí